# El Capitan (Texas)
Pour l’article homonyme, voir El Capitan.
El Capitan est un sommet des montagnes Guadalupe, aux États-Unis. Il culmine à 2 464 mètres d'altitude dans le comté de Culberson, au Texas. Il est protégé au sein du parc national des Guadalupe Mountains et de la Guadalupe Mountains Wilderness.